# Mariya Stadnik
Mariya Vasylivna Stadnik (n. 3 decembrie 1988, Liov, RSS Ucraineană, URSS) este o luptătoare de stil liber de origine ucraineană, care a reprezentat Azerbaidjan la competițiile internaționale. Este una dintre cele mai decorate luptătoare din istorie, având în palmares medalii olimpice la patru ediții consecutive ale Jocurilor Olimpice: 2008, 2012, 2016 și 2020. A obținut două medalii de argint și două medalii de bronz la Jocurile Olimpice.

## Cariera sportivă și performanțe notabile
Născută în Liov, Ucraina, Mariya Stadnik și-a început cariera de luptătoare la o vârstă fragedă. La începutul anilor 2000, a reprezentat Ucraina în competițiile de juniori, obținând rezultate promițătoare. Însă, începând cu anul 2007, a decis să reprezinte Azerbaidjan, decizie care i-a deschis noi orizonturi în cariera internațională.
Stadnik a dominat categoria sa de greutate de-a lungul anilor, remarcându-se prin agilitate, tehnică superioară și o rezistență fizică impresionantă.

### Participări Olimpice
Mariya Stadnik este recunoscută pentru longevitatea și constanța sa la cel mai înalt nivel al sportului:
- La Jocurile Olimpice de vară din 2008 de la Beijing, a cucerit prima sa medalie olimpică, un bronz la categoria 48 kg feminin.
- La Jocurile Olimpice de vară din 2012 de la Londra, a urcat pe treapta a doua a podiumului, obținând medalia de argint la aceeași categorie, 48 kg.
- La Jocurile Olimpice de vară din 2016 de la Rio de Janeiro, a continuat seria de performanțe, adjudecându-și încă o medalie de argint la 48 kg, confirmându-și statutul de elită în luptele feminine.
- La Jocurile Olimpice de vară din 2020 de la Tokyo, chiar și după o recalificare a categoriilor de greutate la 50 kg, Stadnik a reușit să obțină a patra sa medalie olimpică, un bronz, demonstrând adaptabilitate și persistență.
- La Jocurile Olimpice de vară din 2024 de la Paris s-a clasat pe locul 8 în  categoria de 50 kg.

### Alte competiții majore
Pe lângă succesul olimpic, Mariya Stadnik a obținut multiple titluri la nivel mondial și european:
- A fost de mai multe ori campioană mondială la lupte libere.
- Deține numeroase medalii de aur la Campionatele Europene, consolidându-și reputația de lider incontestabil al categoriei sale în Europa.
- A participat la Jocurile Europene și la alte turnee prestigioase, adăugând constant medalii în palmaresul său.